# Pierre de Bologne
Pour les articles homonymes, voir Bologne (homonymie).

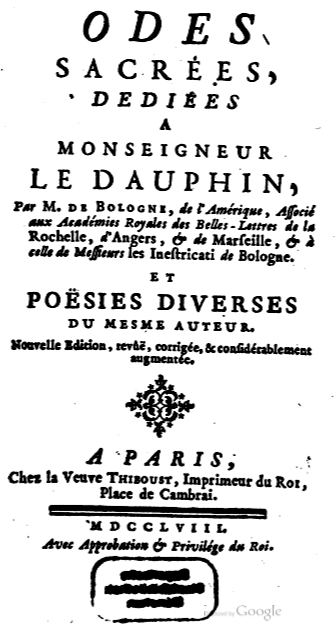
Odes sacrées, 1758, signées « M. de Bologne, de l'Amérique ».

Pierre de Bologne, dit Pierre de Bologne IId, né en 1706 en Martinique et mort le 18 août 1792 à Dardenac, Gironde.

## Biographie
Né à la Martinique en 1706, dans une famille arrivée aux Amériques dès le XVIIe siècle, il est le fils de Pierre, propriétaire esclavagiste d'une sucrerie et plantation (l'habitation La Ramée), officier dans la  milice de la colonie, sous les ordres d'Antoine de Longvilliers de Poincy, et de Catherine Herigoyen. Son frère Georges, futur gentilhomme de la chambre du Roi et père du fameux chevalier de Saint George s'occupant de la gestion des plantations. Il épouse en 1738, à Angoulême, une jeune rochelaise, Bénédictine Husson. Peu après le décès de son père survenu en 1744, Pierre effectue plusieurs séjours dans les Caraïbes.

## Carrière militaire
Il entre dans la maison militaire du Roi comme mousquetaire. Il y sert encore lorsque sont publiées ses premières Odes sacrées, en 1736. 

## Le poète
Versé très tôt dans la poésie, Pierre de Bologne s'oriente vers la carrière des armes. D'une santé jugée fragile, il est contraint de quitter le service.
L'Académie royale des belles lettres, sciences et arts de La Rochelle le reçoit comme associé en 1740.
Le 15 mai 1748, il est reçu à l'Académie des sciences et belles lettres de Marseille.
Il acquiert le 13 novembre 1749 une charge de secrétaire du roi, audiencier près la chancellerie du Parlement de Metz et s'offre ainsi un emploi souple et rémunérateur, qui lui confère également la noblesse au premier degré.
Pierre peut ainsi se consacrer plus aisément aux lettres et à la poésie. Il partage sa vie entre sa plantation à La Martinique, où il fait enregistrer ses titres au greffe du conseil souverain en 1755 et Paris, où paraît, en 1758 un nouveau recueil, salué par le Journal littéraire qui lui réserve le commentaire suivant : « [Pierre de Bologne] sut remplacer l'enthousiasme par la pureté, l'éloquence et l'harmonie ».
Il est déjà membre des académies des sciences et belles lettres d'Angers, de la Rochelle et de Marseille lorsqu'il épouse, en 1774, Marie Banizette. De sa première épouse, morte en 1772, il avait eu plusieurs enfants.
Il revend sa charge en 1781 et consacre à la poésie les dernières années de sa vie.
Il est peut-être membre des Inestricati de Bologne lorsque paraît en 1786, Les Amusements d'un septuagénaire.
Il meurt en 1792 à Dardenac.

### La chancellerie du Parlement de  Metz
Comme toutes les cours, le parlement de Metz  possède une chancellerie. Se pressent dans ses bureaux, conseillers référendaires, contrôleurs, huissiers, garde-scel et secrétaires.
Ils forment un corps soudé, dont les membres ne jouissent pas de la considération de la grande robe parlementaire, ni, en général, de celle de la noblesse, mais chaque officier bénéficie, moyennant la finance de sa charge, des privilèges du second ordre. Ils sont chargés d'authentifier, de contrôler, taxer et expédier les jugements émis par la cour.
Parmi eux, les conseillers référendaires et les secrétaires du Roi. Ces derniers payent très cher leur charge, mais elle est également un bon placement, et le titulaire peut résider dans une autre ville, cumuler une autre office tandis qu'il peut mettre celui ci en ferme. Pierre de Bologne le résigne en 1781, après en avoir été titulaire pendant 32 ans.

## Œuvres poétiques
Poète lyrique, mais d'un genre moins prisé au XVIIIe siècle, Pierre de Bologne est auteur de Poésies diverses et Odes sacrées qui ont été imprimées entre 1736 et 1821. Les Académies de La Rochelle, d'Angers, de Marseille en France et probablement l'Académie des Inestricati de Bologne en Italie, l'avaient admis au nombre de leurs membres.
Selon Les trois siècles de littérature française, publié en 1781, "sans une certaine fatalité qui préside aux réputations, il serait aussi connu qu'il mérite de l'être". L'abbé Sabatier , critique littéraire du XVIIIe, le place parmi les poètes qui ont le mieux réussi dans les odes sacrées, après le marquis de Pompignan et Jean Baptiste Rousseau.
Il est évidemment cité dans le dictionnaire portatif des poètes français, morts depuis 1050 jusqu'en 1804, publié la même année.
- 1736 : Pierre de Bologne, poésies sacrées, ou odes tirées des psaumes, Amsterdam, aux dépens de la compagnie, 1736, 12° 86 p[20]
- 1738 : Pierre de Bologne, Ode sur la tempête qui ravagea les isles amériques[23]
- 1745 : Pierre de Bologne, Ode au Roy par M. de Bologne : XVIIIe siècle-XIXe siècle : 1650-1820, S. l., Publication : Thiboust, 1745. Notice BNF n° FRBNF39375865.
- 1746 : Pierre de Bologne, de l'Amérique, Associé à l'Académie royale des Belles-Lettres de La Rochelle, Poésies diverses dédiées a Monseigneur le Dauphin : XVIIIe siècle, Imprimé à Angoulème, Se vend à Paris, chez les Frères Guérin, 1746. Notice BNF n° FRBNF30123763.
- 1758 : Pierre de Bologne et Thiboust, Louis Philippe duc d'Orléans, Collaborateurs, Odes sacrées dédiées à Monseigneur le Dauphin par M. de Bologne et poésies diverses du même auteur : XVIIIe siècle-XIXe siècle : 1650-1820, Paris, Publié par Vve Thiboust, 1758 (lire en ligne).Notice BNF n° FRBNF30123762. L'édition est annoncée en ces termes dans la correspondance de Grimm et Diderot :

« Un Américain, M. de Bologne, vient de donner un recueil de poésie sacrées, suivi de poésies diverses dont quelques-unes sont latines. Je ne crois pas que ce poête se trouve jamais placé à côté du grand Rousseau dans les cabinets où il y aura du choix. Ce recueil a déjà été imprimé, il reparaît considérablement augmenté. Vous trouverez à la fin la traduction du premier livre de Télémaque en vers latins. (Grimm & Diderot). »

- 1747 : Pierre de Bologne, in Nouveau choix de poésies morales et chrétiennes dédié à la Reine, Tome III livre XII, Odes tirées des Psaumes VI et XXVII, page 249 à 278, Adrien Claude Fort de La Morinière, MDCCXLVII.in 4° en 3 volumes.[26]
- 1769 : Pierre de Bologne, Œuvres de Pierre de Bologne comprenant : Amusements d'un Septuagénaire, ou contes, anecdotes, bons mots, naïvetés, mis en vers, Poésies diverses, Odes sacrées : XVIIIe siècle :, 1769.
- 1786 : Pierre de Bologne, Amusemens d'un septuagénaire, ou Contes, anecdotes, bons mots, naïvetés, etc., mis en vers, Paris, Poinçot, 1786 (OCLC 320052334, BNF 30123760, lire en ligne).

### Publication posthume
- 1821 : Pierre de Bologne, Œuvres nouvelles en vers français : XIXe siècle, Paris, Librairie expéditive,, 1786. Notice BNF n° FRBNF30123761

## Pour approfondir